# Allacanthos pittieri
Allacanthos pittieri е вид ракообразно от семейство Pseudothelphusidae. Видът е световно застрашен, със статут Уязвим.

## Разпространение
Разпространен е в Коста Рика и Панама.